# ياو يي
ياو يي هو لاعب رماية صيني، ولد في 10 أبريل 1973.

## وصلات خارجية
- ياو يي على موقع أوليمبيديا (الإنجليزية)